# カヴール駅
カヴール (Cavour) はローマ地下鉄のB線にある駅の一つで、1955年2月10日に開業した。
サンタマリア・マッジョーレ教会とフォーリ・インペリアーリ通りとの中間点でモンティ区のカヴール通り沿いにある。

## 周辺
- 皇帝たちのフォルム
- トラヤヌスの市場
- グリッロ宮殿 (Palazzo Del Grillo)
- コク宮殿, イタリア銀行本部
- ラ・サピエンツァ大工学部

## 通りと広場
- セルペンティ通り (Via dei Serpenti)
- ボスケット通り (Via del Boschetto)
- パニスペルナ通り (Via Panisperna)
- スブッラ広場 (Piazza della Suburra)
- ボルジア坂 (salita dei Borgia)

### 教会
- サン・ピエトロ・イン・ヴィンコリ教会 (San Pietro in Vincoli)
- マドンナ・デイ・モンティ教会 (Madonna dei Monti) - サンタ・マリーア・デイ・モンティ教会 (Chiesa di Santa Maria dei Monti)
- サンタ・マリア・マッジョーレ大聖堂
- サン・マルティーノ・アイ・モンティ教会 San Martino ai Monti)
- サンタ・プラッセーデ聖堂 (Basilica di Santa Prassede)
- サンタ・プデンツィアーナ聖堂 (Basilica di Santa Pudenziana)